# شادی ریاض
شادی ریاض (انگلیسی: Chadi Riad؛ زادهٔ ۱۷ ژوئن ۲۰۰۳) بازیکن فوتبال اهل مراکش است.
وی همچنین در تیم ملی فوتبال مراکش بازی کرده‌است.